# Anne Wenzel
Anne Wenzel (* 23. Mai 1972 in Schüttorf, Niedersachsen) ist eine deutsch-niederländische Bildhauerin, Malerin und Installationskünstlerin. Ihr Werkstoff ist Keramik.

## Leben und Werk

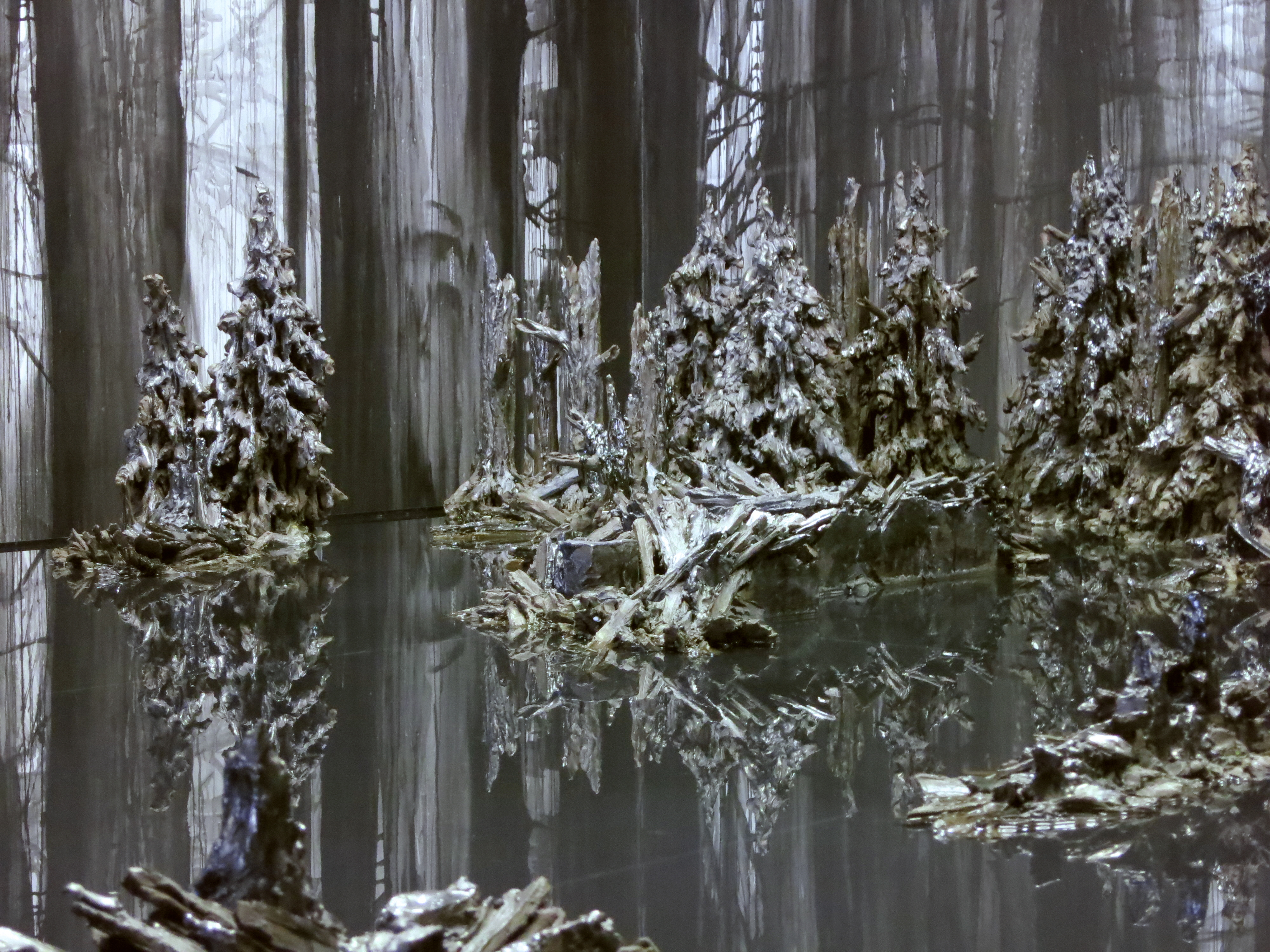
Anne Wenzel, "Silent Landscape", 2008

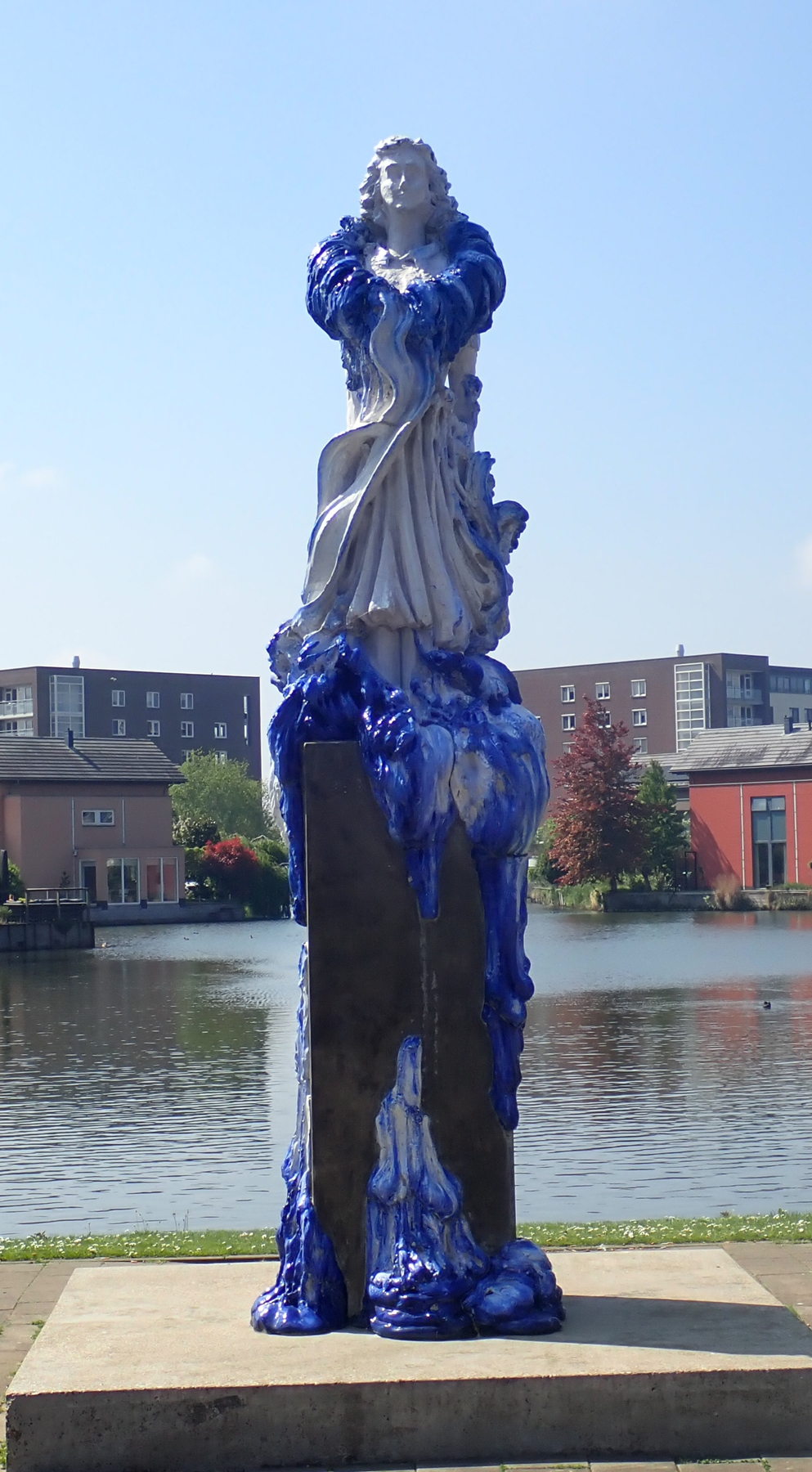
Anne Wenzel "Landschappelijke Dimensie", Barendrecht

Anne Wenzel, geboren und aufgewachsen in Schüttorf, studierte an der AKI in Enschede und der Escuela Massana in Barcelona. Seit 1999 lebt und arbeitet sie in Rotterdam.
Anne Wenzel beschäftigt sich seit langer Zeit mit Denkmalen und Gedenkstätten. Das zentrale Thema ihrer Arbeiten ist, dass diese Orte und Monumente einerseits die Erinnerung konservieren und andererseits selbst dem Verfall unterliegen.
Wenzel experimentiert mit ihrem Werk an der Grenze dessen, was mit dem Material Keramik möglich ist. Technik und Formate sind extrem. Sie arbeitet mit großen Formaten, mit chemischen Zusätzen und radikalen Deformationen. Die Skulpturen werden oft Teil von Installationen, manchmal kombiniert mit Tuschezeichnungen. Sie hat mehrere Kunstwerke im öffentlichen Raum realisiert.
Inspirationsquelle für ihre Skulpturen sind oftmals historische Quellen, Literatur, Bilder aus den Massenmedien, Fotos von Naturkatastrophen und Kriegsgebieten.
Wenzel wurde auf eine Vertretungsprofessur an die Hochschule Koblenz berufen.

## Ausstellungen (Auswahl)

### Einzelausstellungen
- 2005 Munch revisited – Edvard Munch und die heutige Kunst Museum Ostwall, Dortmund
- 2005 TENT, Witte de With, Rotterdam
- 2007 This is not a love song Kunstvereniging Diepenheim
- 2008 This is what you want – This is what you get Stedelijk Museum 's-Hertogenbosch, ’s Hertogenbosch
- 2009 Ophelia, Sehnsucht, melancholie en doodsverlangen Museum Arnhem, Arnheim
- 2010 Requiem of Heroism Museum Boijmans Van Beuningen, Rotterdam
- 2014 Anne Wenzel -Aesthetic Revolt Rijksmuseum Twenthe, Enschede

### Gruppenausstellungen
- 2014 Realms of Memory Museum Arnhem
- 2015 Zeitgenössische Keramik von Fontane bis Uecker Hetjens-Museum, Düsseldorf
- 2015 CERAMIX, Bonnefantenmuseum Maastricht

## Auszeichnungen (Auswahl)
- 2014 European Ceramic Context 2014 Bornholm[4]
- 2010 Sidney Myer Fund Australian Ceramic Award in der Kategorie International Artist[5]